# Oggi Duemila
 Oggi Duemila  è stata una rubrica di informazione religiosa di Rai Radio 1, ideata da Filippo Anastasi e condotta da Gianni Gennari e Filippo di Giacomo.